# Васильев-Харысхал, Василий Егорович
Василий Егорович Васильев-Харысхал (1950—2021) — советский и российский якутский прозаик и драматург. Член Союза писателей СССР (с 1986). Лауреат Большой литературной премии России (2009). Заслуженный работник культуры Якутии. Народный писатель Якутии (2018).

## Биография
Родился 6 ноября 1950 года в Мээндиги, Соморсунского наслега Амгинского района Якутской АССР.
С 1969 по 1974 год обучался на историко-филологическом факультете Якутского государственного университета. С 1974 по 1982 год работал в должности корреспондента газеты «Кыым». С 1982 по 1985 год — заведующий Якутским отделением Всесоюзного бюро пропаганды художественной литературы при Союзе писателей Якутии. С 1985 года — директор Якутского отделения Литературного фонда СССР, с 1992 года — директор Управления творческих союзов Якутии.
Член Союза писателей СССР с 1986 года. С 1975 года в качестве прозаика начал свою литературную деятельность, в 1976 году был напечатан первый рассказ в журнале «Хотугу сулус». В 1984 году Васильев являлся участником VII Всесоюзного совещания молодых писателей в Москве. С 1980 года помимо публицистики начал заниматься и драматургией. В 1980 году написана пьеса «В Амге была весна», в 1982 году поставлена в Якутском драматическом театре. За эту пьесу Васильев был удостоен диплома Министерства культуры СССР и премии Союза писателей Якутии. Всего на сцене Якутского драматического театра было поставлено более восьми его пьес, в том числе: «Далекая, близкая война» (1984), «Я вернусь» (2001), «Вознесение» (2006), «Кэт Марсден: Ангел милосердия» (2009) и «Ледяной вал» (2010). Также Васильев-Харысхал — автор очерков, повестей и рассказов: «Подарок Машеньки», «Ностальгия», «Тепло Родной земли», «Радуга», «Боль земли», «За перевалами времени» и др.
В 2018 году за значительный вклад в развитие современной якутской литературы, драматургии и театрального искусства республики, многолетнюю творческую плодотворную деятельность Василий Васильев-Харысхал удостоен почётного звания — Народный писатель Якутии.
Помимо творческой деятельности занимался общественно-политической работой, избирался депутатом Верховного Совета Якутской АССР XI созыва.
Скончался 31 января 2021 года в Мээндиги.

## Награды
- Народный писатель Республики Саха (Якутии) (29 ноября 2018) — за значительный вклад в развитие современной якутской литературы, драматургии и театрального искусства республики, многолетнюю творческую плодотворную деятельность[1]
- Заслуженный работник культуры Якутии
- Большая литературная премия России (2009[4])